# Сандор Клиган
Са́ндор Клига́н (англ. Sandor Clegane) — персонаж серии фэнтези-романов «Песнь Льда и Огня» американского писателя Джорджа Р. Р. Мартина. Появляется в книгах «Игра престолов» (1996), «Битва королей» (1998), «Буря мечей» (2000). Его появление в книгах «Пир стервятников» (2005) и «Ветра зимы» остаётся под вопросом.
В телесериале «Игра престолов» роль Сандора Клигана играет шотландский актёр Рори Макканн. В отличие от книг, в телесериале Сандор Клиган является одним из основных действующих лиц.

## Роль в сюжете

### Игра Престолов
Сандор Клиган появляется в сюжете в качестве личного телохранителя принца Джоффри, который постоянно зовёт его «Псом». По приказу Ланнистеров, Клиган убивает сына мясника Мику (друга Арьи Старк), за нападение на принца. За это Клигана возненавидела Арья Старк. Клиган участвует в турнире в честь десницы и спасает Лораса Тирелла от своего же брата, Григора Клигана. Сандор объявляется победителем и получает награду, а также признание народа. Клиган принимал участие в аресте Эддарда Старка. После казни последнего, получает место в Королевской Гвардии, но отказывается давать рыцарские обеты. Позже, остановил Сансу при её попытке столкнуть Джоффри с высокой стены, чем спас жизнь им двоим.

### Битва Королей
Сандор присутствует на именинах короля Джоффри. На участников турнира он смотрит с пренебрежением, считает, что «таких рыцарей победит и дитя». Когда Санса пытается спасти сира Донтоса, рассерженный Джоффри грозится так же утопить в бочке с вином Сансу, но с ней неожиданно соглашается Сандор Клиган, подтвердив её слова о том, что «то, что человек посеет в день своих именин, он будет пожинать весь год», чем в очередной раз спасает жизнь Сансе. В дальнейшем часто пересекается с Сансой, пугает её грубыми речами про убийства, ругает за наивность, высмеивает её восхищение рыцарями и любовь к пению. Несмотря на грубость, Клиган пытается защитить её от жестокости короля Джоффри. Во время бунта в Королевской гавани толпа почти стаскивает с лошади Сансу, но к ней на выручку опять приходит Сандор Клиган с клинком в руках он отбивает её у толпы.
Во время атаки войск Станниса Баратеона на Королевскую гавань руководит частью войска, но из-за панической боязни огня покидает поле боя, напивается и идёт в спальню Сансы. Клиган предлагает ей совместный побег из города, обещая ей защиту, но Санса отказывает, и Клиган, приставив к горлу нож, толкает её на кровать и заставляет петь. Санса поёт ему гимн Матери и Сандор уходит.

### Буря Мечей
Покинув Королевскую гавань, Клиган попадает в плен Братства без знамён, с которыми в данный момент находится Арья Старк. Братство проводит над ним суд поединком за убитого сына мясника Мику. Противник Клигана — Берик Дондаррион, сражающийся с огненным клинком. Невзирая на это, Клиган побеждает, сумев перебороть свой панический страх перед огнём, и убивает Берика. Однако Берика воскрешает Торос из Мира. Одержав победу, Сандор получает свободу. Позже он похищает Арью Старк и намеревается привезти её Роббу Старку, рассчитывая на вознаграждение или возможность службы. По приезде в Близнецы выясняется, что мать и брат Арьи уже убиты на Красной свадьбе. Клиган решает отвезти Арью её тёте Лизе Аррен в надежде на выкуп. Позже в придорожной таверне они встречают людей его брата Григора Горы Клигана: Полливера, Щекотуна и оруженосца. В результате конфликта Сандор и Арья убивают всех людей Горы. Пёс получает серьёзное ранение. Множественные раны должны медленно убивать и он просит Арью добить его, избавив от мучений. Арья отказывается и оставляет его умирать.

### Пир Стервятников и Танец с драконами
В этих книгах Пёс не появляется, однако нередко упоминается.
Его разыскивает Бриенна Тарт, уверенная в том, что ему известно, где находится Санса Старк. Настоятель монастыря на Тихом острове рассказывает Бриенне, что нашёл Сандора умирающим и пытался безуспешно вылечить. По его словам, Клиган умер. Место упокоения Сандора было отмечено шлемом в виде собачьей головы. Рорж крадёт шлем и некоторое время под именем Пса наводит страх на города Трезубца, пока его не убивает Бриенна Тарт. После этого шлем забирает себе член Братства без знамён, Лим Жёлтый Плащ.

#### Могильщик на Тихом острове
Есть некоторые намёки на то, что Сандор Клиган выжил и служит среди монахов на Тихом Острове. Старший Брат хоть и сказал, что Сандор погиб, сам то же самое говорил о себе и своей «гибели» в битве на Трезубце. Могильщик хром, он ходит, подволакивая ногу, что соответствует ранам Сандора. Бриенна не рассмотрела его лица.

### Ветра зимы
В книге «Ветра зимы» Сандор Клиган может появиться, поскольку в сериале он выжил после тяжёлых ранений, полученных в 10 серии 4 сезона, и появился в 7 серии 6 сезона.

## В экранизации
У Пса обожжена правая, а не левая сторона лица. В сериале он гораздо старше своего книжного образа.

#### Четвёртый сезон
В самом начале 4 сезона имел стычку с Полливером и его людьми в гостинице в Речных Землях. После «Красной свадьбы» пытался найти других живых родственников Арьи в Орлином Гнезде, но в очередной раз потерпел неудачу — Лиза Аррен погибла от руки Мизинца незадолго до их прибытия к Кровавым Воротам Долины Аррен. Ограбил фермера, который дал приют на ночь ему и Арье, пострадал от Кусаки. В конце 4 сезона получил серьёзные ранения в бою с Бриенной Тарт, после которого был брошен Арьей на произвол судьбы.

#### Шестой сезон
Вернулся в 6 сезоне. Выжил, благодаря брату Рэю, и поселился в обители на Тихом острове. Стал свидетелем беседы брата Рэя и представителя Братства без Знамён Лема. После того, как обнаружил, что Лем повесил брата Рэя и убил остальных людей, а также разорил обитель на Тихом острове, принял решение отомстить Братству без Знамён. Отомстил разбойникам, разорившим обитель Тихого Острова, в том числе и Лему. Встретился с Бериком Дондаррионом и Торосом, от которых получил предложение — войти в состав Братства без Знамён.

#### Седьмой сезон
В самом начале 7 сезона похоронил тела фермера и его дочки, которых он же и ограбил в 4 сезоне. Прибыв в замок Восточный Дозор, отправился в составе отряда Джона Сноу в Застенье. Признавшись Тормунду в том, что ранее виделся с Бриенной, принял участие в поимке вихта и был спасён Дейенерис. Встретился с Горой во время переговоров Джона, Серсеи и Матери Драконов.

#### Восьмой сезон
В начале финального сезона Сандор прибывает в Винтерфелл.
После событий третьей серии воссоединяется с Арьей. В пятой серии восьмого сезона вместе с Арьей прибывает в Королевскую гавань. Они оба идут в замок, но Клиган говорит Арье уходить, так как замок начинает рушиться, а сам идёт к Серсее и убивает Гору, столкнув того из башни, и погибает.